# Gunnar Jakobsson
Gunnar Jakobsson war ein finnischer Eiskunstläufer, der im Einzellauf startete.
Der zweifache finnische Meister Jakobsson nahm an drei Europameisterschaften teil. 1922 wurde er Siebter und 1926 Fünfter. Bei der Europameisterschaft 1923 in Oslo gewann er die Bronzemedaille hinter Willy Böckl und Martin Stixrud. Es war die erste EM-Medaille für einen finnischen Eiskunstläufer in der Herrenkonkurrenz.

## Ergebnisse
| Wettbewerb / Jahr     | 1922 | 1923 | 1924 | 1925 | 1926 |
| --------------------- | ---- | ---- | ---- | ---- | ---- |
| Europameisterschaften | 7.   | 3.   |      |      | 5.   |

| Personendaten    | Personendaten                        |
| ---------------- | ------------------------------------ |
| NAME             | Jakobsson, Gunnar                    |
| KURZBESCHREIBUNG | finnischer Eiskunstläufer            |
| GEBURTSDATUM     | 19. Jahrhundert oder 20. Jahrhundert |
| STERBEDATUM      | 20. Jahrhundert oder 21. Jahrhundert |